# The Kraken Wakes
The Kraken Wakes (cu sensul de Kraken se trezește) este un roman științifico-fantastic al scriitorului britanic John Wyndham. A apărut în iulie 1953 la editura Michael Joseph.  
A fost publicat pentru prima oară în Statele Unite în același an de către Ballantine Books, sub titlul Out of the Deeps, sub formă de broșură. Titlul este o referire la sonetul lui Alfred Tennyson, The Kraken.

## Prezentare
Romanul descrie, în mai multe etape ce escaladează, ceea ce pare a fi o invazie a Pământului de către extratereștri, așa cum se vede prin ochii personajului principal Mike Watson. Acesta lucrează pentru Societatea Engleză de Radiodifuziune (English Broadcasting Company, EBC) împreună cu soția sa, reporterul Phyllis Watson. Un rol important îl joacă și profesorul Alastair Bocker - care are viziunea cea mai clară a tot ceea ce se întâmplă, având însă obiceiul de a spune adevăruri brutale, nevăzute și nedorite. 
Extratereștrii au sosit pe Pământ, probabil de la Jupiter sau Neptun. Aceste creaturi pot trăi doar în condiții de presiune înaltă, de aceea se află în cele mai adânci locuri ale oceanului mondial. Contactul dintre ei și oameni devine imposibil.
Cu toate acestea, extratereștrii declară război umanității și încearcă prin toate mijloacele să învingă Pământul. Din cauza unui război rece, puterile lumii nu se pot uni și nu pot lua măsuri împotriva noilor veniți. În cele din urmă, extratereștrii reușesc să topească gheața polară, iar pe Pământ încep iarăși inundații globale.
În final, oamenii de știință japonezi reușesc să dezvolte arme împotriva extratereștrilor și să distrugă inamicul. Cu toate acestea, populația Pământului a scăzut semnificativ, geografia și clima planetei s-a schimbat ireversibil. Omenirea va trebui să supraviețuiască în noile condiții.

## Titlu
Kraken este un termen din nordica veche folosit pentru a desemna toți monștrii marini ce locuiau în ape. În ciuda numelui, extratereștrii nu sunt numiți niciodată Kraken.

## Primire
Criticul sovietic, I. Kagarlitsky, într-un articol despre Wyndham, a scris că scriitorul a interpretat tema obișnuită a ficțiunii într-un mod neobișnuit și ciudat, inclusiv subiectul invaziei. În opinia sa, Wyndham, cu cele două romane care descriu o invazie extraterestră (The Kraken Wakes și The Midwich Cuckoos ), au fost influențate de Războiul lumilor de H.G. Wells. Scriitoarea britanică Jo Walton, într-o recenzie a sa asupra cărții, a remarcat că acesta nu este cel mai bun roman al lui Wyndham, dar cel mai bun pe care și-l amintea. Ea a recomandat citirea cărții celor care "sunt interesați de dezastre confortabile, de ideea unei invazii în 1953 a extratereștrilor misterioși" etc.

## Adaptări radio
| Personaj            | Adaptarea din 1954 | 1998             | 2016               |
| ------------------- | ------------------ | ---------------- | ------------------ |
| Michael Watson      | Robert Beatty      | Jonathan Cake    | Paul Higgins       |
| Phyllis Watson      | Grizelda Hervey    | Saira Todd       | Tamsin Greig       |
| Freddie Whittier    | Hugh Falkus        | David Fleeshman  | Richard Harrington |
| Dr. Alistair Bocker | Arthur Lawrence    | Russell Dixon    | Richard Harrington |
| Capt. Winters RN    | Edward Jewesbury   | William Oxborrow |                    |